# Bohumil Macoun
Bohumil Macoun (21. února 1886 Praha – 26. března 1922 Praha) byl český fotbalista, záložník.

## Fotbalová kariéra
Hrál v předligové éře za SK Slavia Praha. Mistr Českého svazu fotbalového 1913. Vítěz Poháru dobročinnosti 1910, 1911 a 1912, finalista 1914 a 1915. Za českou reprezentaci nastoupil v letech 1906–1908 ve 2 utkáních.